# Saint-Didier-des-Bois
Saint-Didier-des-Bois est une commune française située dans le département de l'Eure, en région Normandie.

## Géographie

### Localisation
|                                                              | Saint-Pierre-lès-Elbeuf (Seine-Maritime) |                  |
| Saint-Cyr-la-Campagne Saint-Germain-de-Pasquier La Harengère | Saint-Didier-des-Bois                    | La Haye-Malherbe |
| Mandeville                                                   | Vraiville                                |                  |

### Hydrographie
La commune est située dans le bassin Seine-Normandie. Elle est drainée par le Grand Ravin,.
Deux plans d'eau complètent le réseau hydrographique : la mare aux Loups (0,01 ha) et la mare Saint-Didier (0,06 ha),.

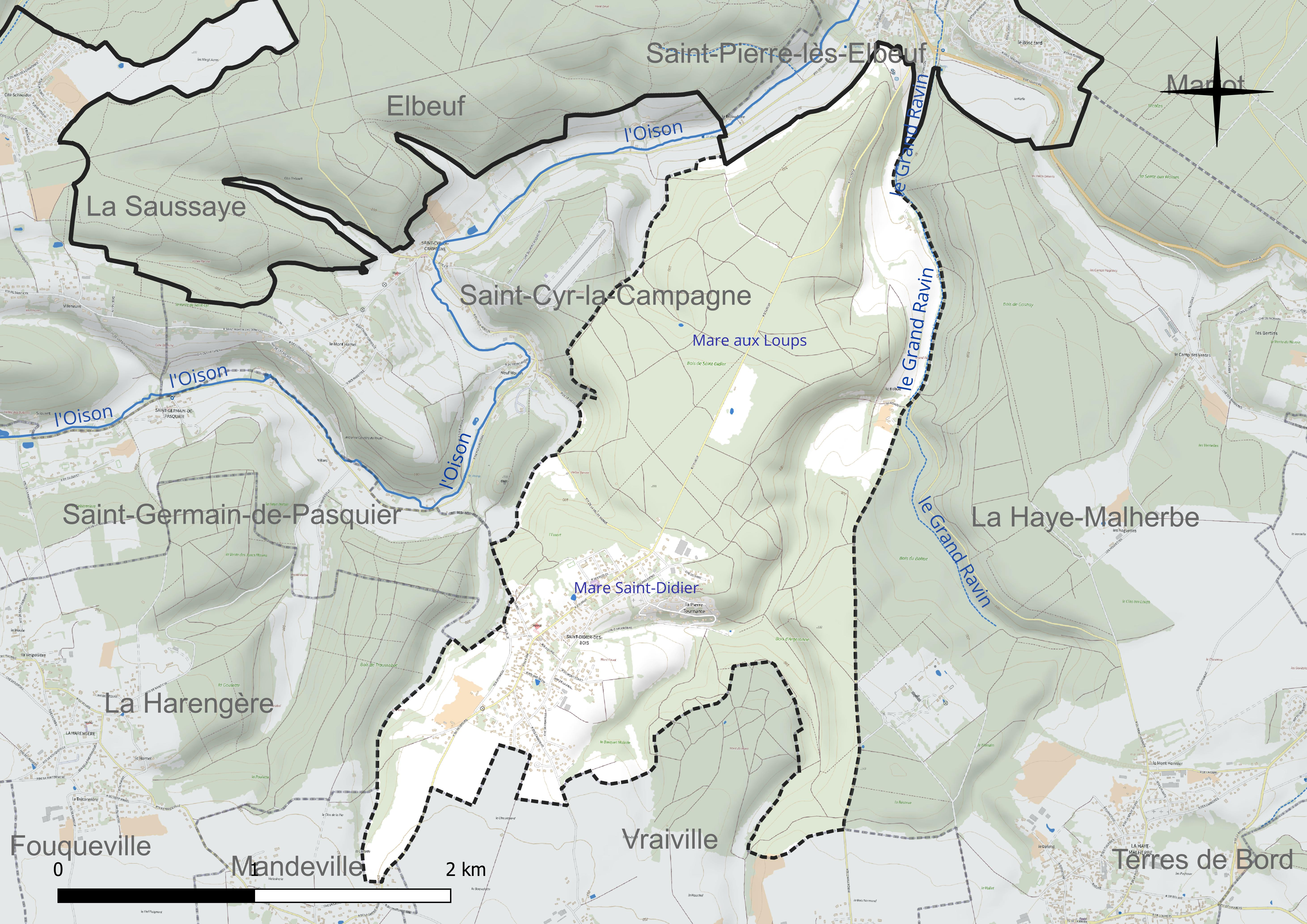
Réseau hydrographique de Saint-Didier-des-Bois.

### Climat
Pour des articles plus généraux, voir Climat de la Normandie et Climat de l'Eure.
En 2010, le climat de la commune est de type climat océanique dégradé des plaines du Centre et du Nord, selon une étude du CNRS s'appuyant sur une série de données couvrant la période 1971-2000. En 2020, Météo-France publie une typologie des climats de la France métropolitaine dans laquelle la commune est exposée à un climat océanique et est dans la région climatique  Côtes de la Manche orientale, caractérisée par un faible ensoleillement (1 550 h/an) ; forte humidité de l’air (plus de 20 h/jour avec humidité relative > 80 % en hiver), vents forts fréquents. Parallèlement le GIEC normand, un groupe régional d’experts sur le climat, différencie quant à lui, dans une étude de 2020, trois grands types de climats pour la région Normandie, nuancés à une échelle plus fine par les facteurs géographiques locaux. La commune est, selon ce zonage, exposée à un « climat des plateaux abrités », correspondant aux plaines agricoles de l’Eure, avec une pluviométrie beaucoup plus faible que dans la plaine de Caen en raison du double effet d’abri provoqué par les collines du Bocage normand et par celles qui s’étendent sur un axe du Pays d'Auge au Perche.
Pour la période 1971-2000, la température annuelle moyenne est de 10,4 °C, avec  une amplitude thermique annuelle de 13,9 °C. Le cumul annuel moyen de précipitations est de 757 mm, avec 12 jours de précipitations en janvier et 8,4 jours en juillet. Pour la période 1991-2020, la température moyenne annuelle observée sur la station météorologique la plus proche, située sur la commune de Louviers à 10 km à vol d'oiseau, est de 11,8 °C et le cumul annuel moyen de précipitations est de 719,5 mm,. Pour l'avenir, les paramètres climatiques de la commune estimés pour 2050 selon différents scénarios d’émission de gaz à effet de serre sont consultables sur un site dédié publié par Météo-France en novembre 2022.

## Urbanisme

### Typologie
Au 1er janvier 2024, Saint-Didier-des-Bois est catégorisée bourg rural, selon la nouvelle grille communale de densité à 7 niveaux définie par l'Insee en 2022.
Elle est située hors unité urbaine. Par ailleurs la commune fait partie de l'aire d'attraction de Louviers, dont elle est une commune de la couronne,. Cette aire, qui regroupe 44 communes, est catégorisée dans les aires de 50 000 à moins de 200 000 habitants,.

### Occupation des sols
L'occupation des sols de la commune, telle qu'elle ressort de la base de données européenne d’occupation biophysique des sols Corine Land Cover (CLC), est marquée par l'importance des forêts et milieux semi-naturels (67,4 % en 2018), une proportion identique à celle de 1990 (67,4 %). La répartition détaillée en 2018 est la suivante : 
forêts (67,4 %), zones urbanisées (10,7 %), prairies (10,5 %), zones agricoles hétérogènes (7,4 %), terres arables (4 %). L'évolution de l’occupation des sols de la commune et de ses infrastructures peut être observée sur les différentes représentations cartographiques du territoire : la carte de Cassini (XVIIIe siècle), la carte d'état-major (1820-1866) et les cartes ou photos aériennes de l'IGN pour la période actuelle (1950 à aujourd'hui).

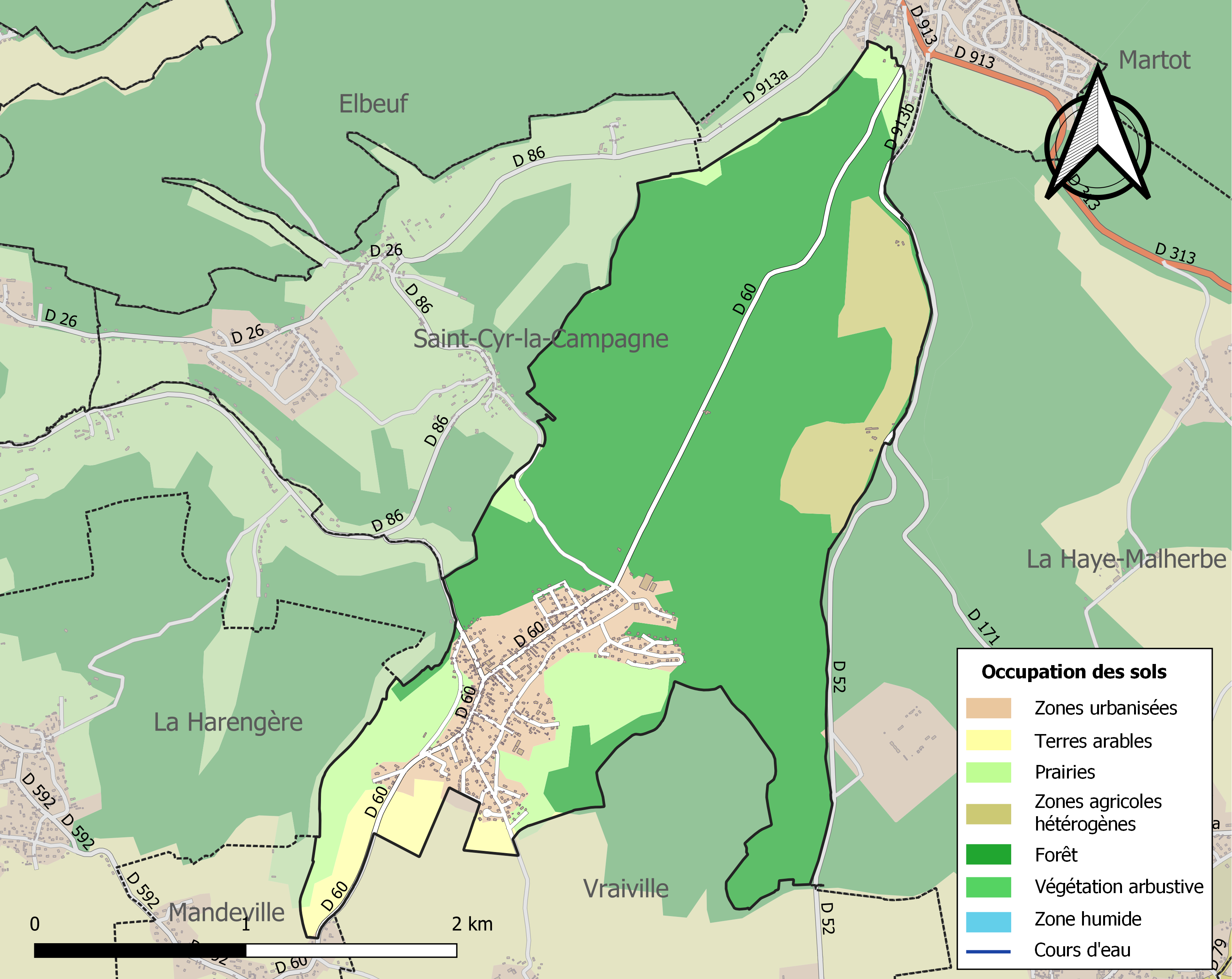
Carte des infrastructures et de l'occupation des sols de la commune en 2018 (CLC).

## Toponymie
Le nom de la localité est attesté sous les formes Saint Lesier, Saint Desier (livre des jurés de Saint-Ouen) et Sanctus Desiderius en 1291, Saint Dignes en 1455 (aveu, archives nationales), Saint Désir fin du XVIe siècle (Tassin, Plans et profilz), Saint Dezier en 1722 (Masseville), Saint Deziers en 1726 (Dict. univ. de la France), Saint Dezier ou Didier en 1774 (sentence du Châtelet de Paris), Saint-Didier en 1801.
Son nom primitif est un hagiotoponyme, son église du XVIIe siècle a été construite sur les bases d'une chapelle du XIe siècle dédiée à Saint Didier.

## Politique et administration
| Période                                  | Période  | Identité   | Étiquette | Qualité |
| ---------------------------------------- | -------- | ---------- | --------- | ------- |
| mars 2001                                | 2014     | Joël Baude |           |         |
| mars 2014                                | En cours | Jacky Goy  | DVD       | Artisan |
| Les données manquantes sont à compléter. |          |            |           |         |

## Démographie
L'évolution du nombre d'habitants est connue à travers les recensements de la population effectués dans la commune depuis 1793. Pour les communes de moins de 10 000 habitants, une enquête de recensement portant sur toute la population est réalisée tous les cinq ans, les populations de référence des années intermédiaires étant quant à elles estimées par interpolation ou extrapolation. Pour la commune, le premier recensement exhaustif entrant dans le cadre du nouveau dispositif a été réalisé en 2004.

En 2022, la commune comptait 895 habitants, en évolution de −1,65 % par rapport à 2016 (Eure : −0,25 %, France hors Mayotte : +2,11 %).
| 1793 | 1800 | 1806 | 1821 | 1831 | 1836 | 1841 | 1846 | 1851 |
| ---- | ---- | ---- | ---- | ---- | ---- | ---- | ---- | ---- |
| 504  | 408  | 495  | 520  | 569  | 622  | 569  | 565  | 568  |

| 1856 | 1861 | 1866 | 1872 | 1876 | 1881 | 1886 | 1891 | 1896 |
| ---- | ---- | ---- | ---- | ---- | ---- | ---- | ---- | ---- |
| 626  | 624  | 675  | 724  | 683  | 671  | 589  | 501  | 413  |

| 1901 | 1906 | 1911 | 1921 | 1926 | 1931 | 1936 | 1946 | 1954 |
| ---- | ---- | ---- | ---- | ---- | ---- | ---- | ---- | ---- |
| 380  | 366  | 325  | 310  | 305  | 297  | 310  | 331  | 348  |

| 1962 | 1968 | 1975 | 1982 | 1990 | 1999 | 2004 | 2006 | 2009 |
| ---- | ---- | ---- | ---- | ---- | ---- | ---- | ---- | ---- |
| 345  | 410  | 475  | 760  | 844  | 787  | 781  | 793  | 836  |

| 2014 | 2019 | 2022 | - | - | - | - | - | - |
| ---- | ---- | ---- | - | - | - | - | - | - |
| 863  | 886  | 895  | - | - | - | - | - | - |

## Culture locale et patrimoine

### Lieux et monuments
- Église Saint-Didier du XVIIe siècle.